# Sclerocheilus deriugeni
Sclerocheilus deriugeni är en ringmaskart som beskrevs av Zachs 1925. Sclerocheilus deriugeni ingår i släktet Sclerocheilus, och familjen Scalibregmatidae. Arten har ej påträffats i Sverige.